# Powiat Lilienfeld
Powiat Lilienfeld (niem. Bezirk Lilienfeld) – powiat w Austrii, w kraju związkowym Dolna Austria, w rejonie Mostviertel. Siedziba powiatu znajduje się w mieście Lilienfeld.

## Geografia
Północna i środkowa część powiatu leży w Północnych Alpach Wapiennych, południowy zachód w grupie Ybbstaler Alpen, południowy wschód Alpach Śnieżnych, centrum w Türnitzer Alpen.
Najwyższymi wzniesieniami są Ötscher (1893 m n.p.m.) i Göller (1766 m n.p.m.)
Powiat Lilienfeld graniczy: na północy z powiatem St. Pölten-Land, na północnym wschodzie z powiatem Baden, na wschodzie z powiatem Wiener Neustadt-Land, na południowym wschodzie z powiatem Neunkirchen, na południu z powiatami Bruck an der Mur i Mürzzuschlag (dwa w Styrii), na zachodzie z powiatem Scheibbs.

## Podział administracyjny
Powiat podzielony jest na 14 gmin, w tym dwie gminy miejskie (Stadt), sześć gmin targowych (Marktgemeinde) oraz sześć gmin wiejskich (Gemeinde).
| Miasta 1. Hainfeld (3830) 2. Lilienfeld (2630) Gminy targowe 1. Hohenberg (1439) 2. Kaumberg (1062) 3. St. Aegyd am Neuwalde (1798) 4. St. Veit an der Gölsen (3833) 5. Traisen (3414) 6. Türnitz (1882) | Gminy 1. Annaberg (506) 2. Eschenau (1287) 3. Kleinzell (880) 4. Mitterbach am Erlaufsee (465) 5. Ramsau (822) 6. Rohrbach an der Gölsen (1532) |
| (stan liczby mieszkańców 1 stycznia 2023) | |

## Transport
Przez powiat przebiegają drogi krajowe: B18 (Hainfelder Straße), B19 (Tullner Straße), B20 (Mariazeller Straße), B21 (Gutensteiner Straße), B27 (Höllental Straße), B28 (Puchenstubner Straße)  i B214 (Hohenberger Straße), linie kolejowe: Wiener Neustadt - St. Pölten, Mariazell - Wiedeń, St. Aegyd am Neuwalde - St. Pölten, Türnitz - St. Pölten.